# Austrofundulus
 Austrofundulus és un gènere de peixos de la família Rivulidae i de l'ordre dels ciprinodontiformes.

## Taxonomia
- Austrofundulus guajira (Hrbek, Taphorn & Thomerson, 2005)
- Austrofundulus leohoignei (Hrbek, Taphorn & Thomerson, 2005)
- Austrofundulus leoni (Hrbek, Taphorn & Thomerson, 2005)
- Austrofundulus limnaeus (Schultz, 1949)
- Austrofundulus myersi (Dahl, 1958)
- Austrofundulus rupununi (Hrbek, Taphorn & Thomerson, 2005)
- Austrofundulus transilis (Myers, 1932)[1][2][3]